# چئونگ یوک
چئونگ یوک (انگلیسی: Cheung Yuk؛ زادهٔ ۲۸ اکتبر ۱۹۸۱) یک بازیکن تنیس روی میز اهل هنگ کنگ است. 
وی در مسابقات کشوری و بین‌المللی در مجموع برنده ۱ مدال طلا، ۱ مدال نقره، ۶ مدال برنز شده‌است.